# 40
 Тази статия е за 40-ата година от новата ера.  За числото 40 вижте 40 (число).  За други значения вижте 40 (пояснение).
40 (четиридесета) година е високосна година, започваща в петък по юлианския календар.

## Събития

### В Римската империя
- Четвърта година от принципата на Гай Цезар Германик Калигула (37 – 41 г.)
- Консул на Римската империя е Калигула (за 3-ти път).
- Суфектконсули през тази година стават Гай Леканий Бас и Квинт Теренций Кулеон.
- Калигула ръководи няколко експедиции срещу германите отвъд Рейн и макар резултатът от тях да е неясен, императорът ги приема за успешни.[1]
- Калигула започва подготовка за нахлуване в Британия като се установява в Гезориакум, където изгражда и фар. Въпреки това до реални действия не се стига.[1]
- Императорът кани мавретанския цар Птолемей да го посети, но след пристигането му нарежда да бъде екзекутиран, а Мавретания е анексирана като провинция. Това действие на Калигула е вероятно следствие на големите разходи, които той извършва и от необходимостта да се осигурят финансови средства.[2]
- Калигула нарежда да бъде поставена негова статуя в Йерусалимския храм, за да бъде почитан като бог. Поради съпротивата на евреите срещу тази заповед управителят на Сирия Публий Петроний и Ирод Агрипа I правят опит да разубедят императора. Те печелят достатъчно време до убийството му в началото на следващата година, поради което статуя не е поставена.[3]

### В Партия
- Вардан прогонва временно брат си Готариз и става цар на Партия.[4]

## Родени
- 13 юни – Гней Юлий Агрикола, римски военачалник и сенатор († 93 г.)
- Педаний Диоскурид, древногръцки лекар и най-прочутият фармаколог на древността († 90 г.)
- Клавдия Октавия, дъщеря на император Клавдий и първа съпруга на император Нерон († 62 г.)
- Луций Лициний Сура, римски политик († 110/113 г.)
- Марк Валерий Марциал, римски поет († 104 г.)
- Стаций, римски поет († 96 г.)
- Тит Петроний Секунд, римски конник и префект на провинция Египет († 97 г.)
- Луций Юний Силан Торкват, римски политик († 65 г.)

## Починали
- Птолемей, последен цар на Мавретания (роден ок. 9 пр.н.е.)
- Гней Домиций Ахенобарб (консул 32 г.), римски политик и баща на император Нерон (роден 17 г. пр.н.е.)